# Viking World museum
Le Viking World (en  islandais : Víkingaheimar) est un musée sur l'âge des Vikings situé à Njarðvík (Reykjanesbær) en Islande.

## Historique
Ce musée a ouvert le 8 mai 2009, suivi d'une ouverture officielle le jour de la Fête nationale islandaise du 17 juin. La directrice est Elisabeth Ward, et le bâtiment a été conçu par Guðmundur Jónsson.
Le musée abrite l'exposition Vikings - La saga de l'Atlantique Nord de la Smithsonian Institution de Washington (États-Unis).
Le 1er décembre 2010, une exposition temporaire de 2 ans est ouverte avec une cérémonie païenne de réinhumation d'un corps trouvé au Hafurbjarnarstaðir, en 1868 présentant des objets prêtés par le musée national d'Islande.
Le Viking Word expose en permanence le bateau viking Íslendingur , la réplique du bateau de Gokstad qui, en 2000, a traversé l' Océan Atlantique jusqu'à L'Anse aux Meadows à Terre-Neuve, pour les célébrations du millénaire de l'arrivée de Leif Erikson en Amérique.
Après cela, le bateau a été remis à l'Islande et placé en exposition à l'air libre avant d'être transféré au nouveau musée à l'automne 2008. Il est suspendu un mètre et demi au-dessus du sol afin que les visiteurs puissent marcher sous sa coque et voir sa fabrication.
Un village viking a été construit près du musée.